# Darius Young
Darius Robert Young (* 2. April 1938 in Anaheim, Kalifornien; † 23. Juni 2021 in Walla Walla, Washington) war ein US-amerikanischer Sportschütze.
Darius Young besuchte die Colorado State University, wo er 1962 einen Abschluss machte und zwei Jahre später ein Masterstudium abschloss. 1968 promovierte er in Industrietechnologie an der Ohio State University. Ab 1958 begann Young auf internationaler Ebene mit dem Sportschießen. Er wurde 12-facher US-amerikanischer Meister und stellte 18 nationale Rekorde auf. Zwischen 1979 und 1995 nahm er an allen Panamerikanischen Spielen teil und konnte dabei fünf Gold- und sechs Silbermedaillen gewinnen. Des Weiteren gewann Young zwischen 1982 und 1990 eine Silber- und zwei Bronzemedaillen bei den Weltmeisterschaften. Für die Olympischen Spiele 1980 und 1984 wurde er als Ersatzathlet nominiert, kam jedoch nicht zum Einsatz. Im Alter von 50 Jahren gab Young dann sein Olympiadebüt. Bei den Olympischen Spielen 1988 in Seoul im Wettkampf mit der Freien Pistole wurde Young Sechzehnter. Auch bei den Olympischen Spielen 1992 in Barcelona trat Young an. Im Wettkampf mit der Luftpistole belegte er den 33. Rang. Im Wettkampf mit der Freien Pistole verpasste er als Vierter knapp eine Medaille.